# E-sigaret
De e-sigaret of elektronische sigaret (vrijwel altijd vape genoemd) is een elektronisch toestel dat roken simuleert. De e-sigaret vormt door verhitting van e-vloeistof een aerosol die door de gebruiker wordt ingeademd.

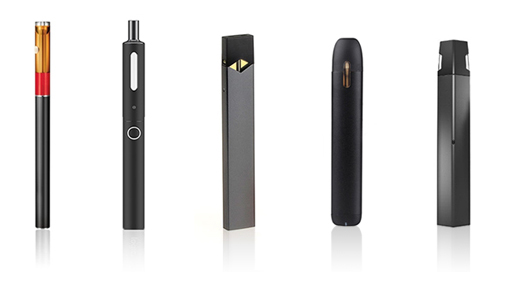
Diverse soorten vapes.

De samenstelling van de gebruikte vloeistoffen bestaat uit propyleenglycol en glycerol waarin vrijwel altijd nicotine en smaakstoffen zijn opgelost. Ook is er sprake van toxische stoffen zoals carcinogenen, zware metalen, vluchtige organische componenten (VOC's) en tabakspecifieke nitrosamines (TSNA's).
De schadelijke effecten van vapes voor de gezondheid worden steeds duidelijker. Vapen werd bij het grootschalig op de markt brengen ervan gepresenteerd als mogelijk een iets minder gevaarlijk alternatief voor de sigaret. Vapen schaadt de gezondheid. Vanwege de nicotine is het schadelijk voor alle leeftijdsgroepen; de nadelige effecten zijn het grootst bij kinderen, tieners en jonge volwassenen.
Bij het gebruik van een e-sigaret spreekt men soms van dampen, maar vrijwel altijd wordt het woord vapen gebruikt (afgeleid van het Engelse vaping).

## Geschiedenis
In 1963 liet Herbert A. Gilbert een apparaat patenteren dat een oplossing met geur- en smaakstoffen omzette in stoom die kon worden geïnhaleerd. Gilbert noemde het een smokeless non-tobacco cigarette (rookvrije, tabakloze sigaret) maar de oplossing hoefde in zijn ontwerp geen nicotine te bevatten, hij noemde behalve het vervangen van sigaretten toepassingen als mentholwater of medicatie. In 1967 werd Gilbert benaderd door verschillende bedrijven die geïnteresseerd waren in de productie ervan, maar de uitvinding werd nooit met succes op de markt gebracht en verdween uit de openbaarheid.
Hon Lik, een Chinese apotheker geldt als de uitvinder van de nieuwe generatie elektronische sigaret. In 2003 kreeg hij een octrooi op een toestel om met een elektrisch element een onder druk staande vloeistofstraal in een propyleenglycol-oplossing te verdampen. Dit ontwerp produceert een rookachtige damp die kan worden ingeademd en biedt mogelijkheden om de nicotine via de longen in de bloedbaan te geleiden.
Het toestel werd in mei 2004 geïntroduceerd op de Chinese binnenlandse markt als hulpmiddel om te stoppen met roken en als vervanging. Het bedrijf waarvoor Hon Lik werkte, Golden Dragon Holdings, veranderde zijn naam in Ruyan en begon de producten in 2005-2006 te exporteren. Dit zelfs vóór de ontvangst van zijn eerste internationale octrooi in 2007.
De Nederlandse Inspectie voor de Gezondheidszorg (IGZ) liet in januari 2008 een verklaring uitgaan waarin ze waarschuwt voor het gebruik van de e-sigaret omdat er volgens de IGZ te weinig bekend is over de veiligheid van het product, waaronder mogelijke schadelijke effecten op de lange termijn. De e-sigaret moet volgens de IGZ voorgelegd worden aan het College ter Beoordeling van Geneesmiddelen (CBG) omdat hij een geneesmiddel zou zijn.
In 2011 besliste de Nederlandse minister van Volksgezondheid Edith Schippers om hem als geneesmiddel te klasseren. Een kort geding van de Amerikaanse United Tobacco Vapor Group (UTVG) was het gevolg en de uitkomst was dat de elektrische nicotinehoudende sigaretten van UTVG door de Nederlandse Staat niet mogen worden aangemerkt als geneesmiddelen. Dat heeft de voorzieningenrechter van de rechtbank Den Haag bepaald en in hoger beroep ook het gerechtshof.
De staat handelt onrechtmatig door de e-sigaretten van de UTVG als geneesmiddel te beschouwen, zo oordeelde het hof. UTGV presenteert de sigaretten zelf niet als geneesmiddel. Volgens het hof was er onvoldoende wetenschappelijk bewijs dat de e-sigaret van UTVG een noemenswaardig effect heeft op de fysiologische functies van de mens. Daarnaast achtte het hof het aannemelijk dat de consument de e-sigaret gebruikt als genotsmiddel, naast of als vervanger van gewone sigaretten.

## Doelgroep
Bij het in de markt zetten werd vapen vooral gepromoot als hulpmiddel bij het stoppen met roken. Een review van klinische studies naar dergelijk gebruik concludeerde echter dat er matig bewijs bestaat voor de effectiviteit van de e-sigaret als rookstopmiddel.
Omgekeerd komt het juist vaak voor (met name bij jongeren) dat de e-sigaret een opstapje is naar "gewoon" roken.

## Werking
Vapes bestaan over het algemeen uit twee delen, namelijk de batterij en een verdamper (atomizer of clearomizer) waarmee de vulling (liquid of e-liquid genoemd) verdampt wordt. Door het indrukken van een knop op de batterij wordt een gloeidraad in werking gesteld, die voor de verdamping van de liquid zorgt. De damp kan vervolgens worden geïnhaleerd door de gebruiker.

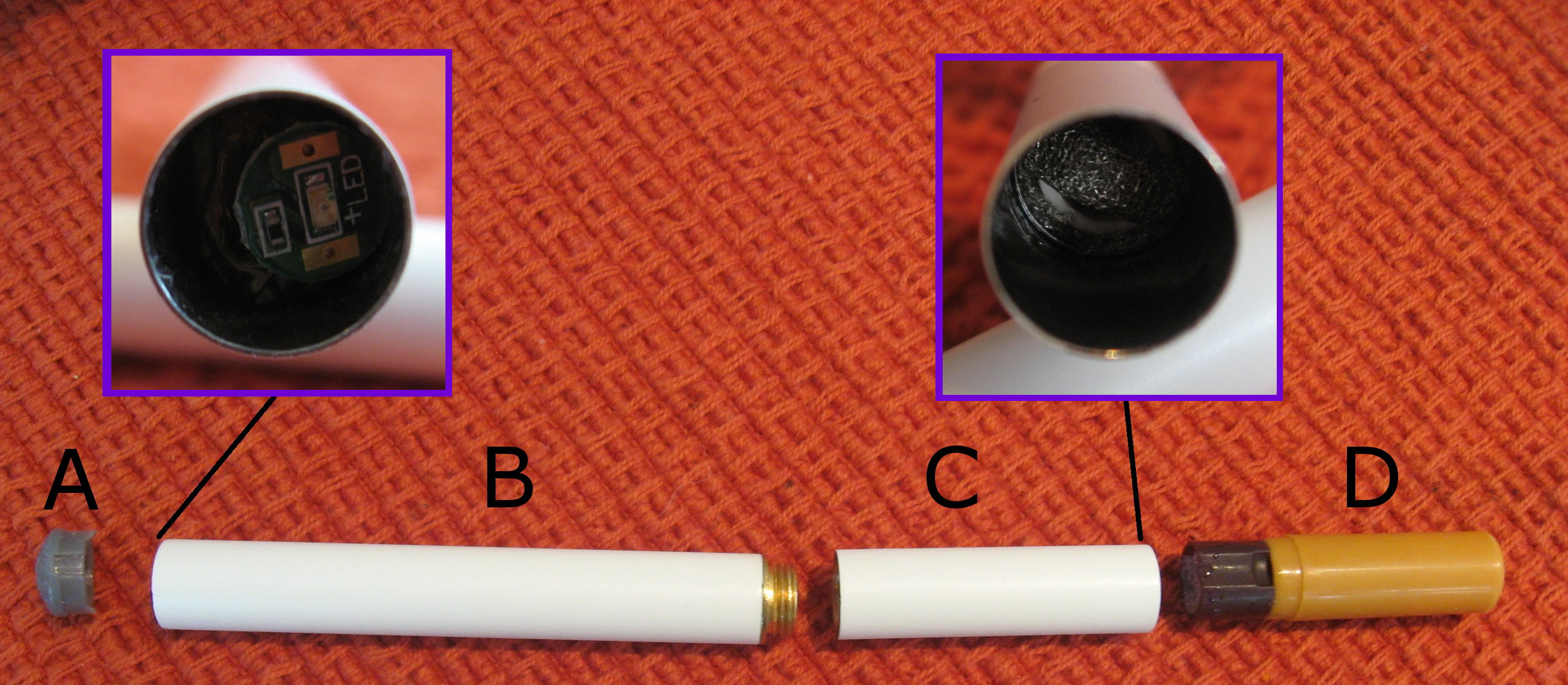
Onderdelen van een e-sigaret
A. led-lampje
B. batterij
C. hitte-element
D. mondstuk

De vloeistof voor het produceren van de damp is een oplossing van propyleenglycol (PG) en plantaardige glycerine (VG), gemengd met geconcentreerde aroma's en vrijwel altijd nicotine. De standaardnotatie "mg/ml" wordt vaak gebruikt om de concentratie nicotine aan te duiden en soms verkort tot simpelweg "mg". Deze varieert van 0 tot 20 mg/ml. Wanneer een gebruiker een te hoge dosis nicotine inhaleert kunnen duizeligheid, misselijkheid en hartkloppingen optreden; naast vele schadelijke gevolgen voor de gezondheid op de lange termijn.
Bekende smaakvariaties zijn onder andere fruitsmaken, cappuccino en chocolade. De smaken kunnen in het bijzonder jongeren ertoe verleiden met roken te beginnen (het zogenoemde Gateway-effect). Er was in 2013 nog geen bewijs dat het Gateway-effect daadwerkelijk bestond. Het weinige onderzoek toendertijd onder jongeren liet zien dat de overgrote meerderheid (ruim 99,5%) van de jongeren in het Verenigd Koninkrijk die e-sigaretten gebruikte al roker was. Minder dan 0,5% van de jongeren in het Verenigd Koninkrijk die toen een e-sigaret gebruikt had, was niet-roker en van gecontinueerd gebruik was bij 0% van die jongeren sprake. Echter, dankzij recenter onderzoek en voortschrijdend inzicht mogen (na uitstel) vanaf 1 januari 2024 in Nederland geen e-sigaretten met smaakstoffen meer worden verkocht, alleen tabakssmaak is dan nog toegestaan.

## Soorten en maten

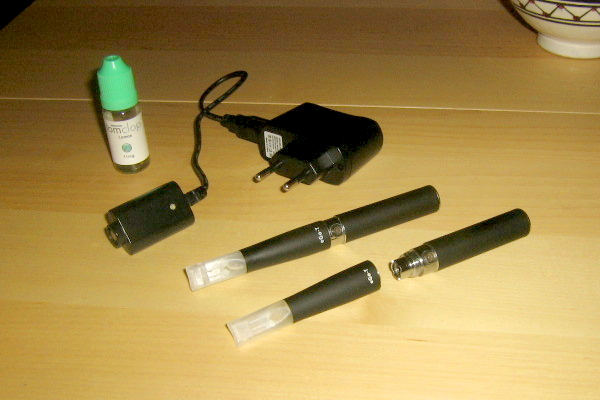
E-sigaret met oplader en bijvulflesje

Naast het aanbod van elektronische sigaretten, zijn er ook elektronische versies verkrijgbaar van de sigaar, cigarillo of pijp. De laatstgenoemde soorten werken op gesloten batterijen, in tegenstelling tot de oplaadbare batterijen met ingebouwde elektronica van de elektronische sigaretten. Er zijn vapes waarbij de roker een knop moet indrukken en varianten die automatisch geactiveerd worden bij inhalatie. De gemiddelde batterij geeft een spanning tussen 3,3 en 3,7 volt, wat genoeg is om de vloeistof met behulp van een spoel (gloeidraad) of vernevelaar te verdampen.
In 2016 is een type e-sigaret op de markt gebracht dat gebruik maakt van een verdampelement met een lage weerstand, in combinatie met een batterij die een hoog vermogen kan afgeven. In dit type e-sigaretten kan hooguit 3 mg/ml worden gebruikt. Sommige e-sigaretten beschikken over een temperatuurinstelfunctie. De afkorting TC staat dan voor temperature control. Anders dan bij voltage- of wattage-standen wordt bij dit type vooraf ingesteld op welke temperatuur de e-liquid verdampt. Bij dit temperatuurgeregelde dampen wordt de temperatuur vastgesteld aan de hand van een weerstandsmeting.

## Gezondheidsaspecten
De schadelijke effecten van vapen voor de gezondheid worden steeds duidelijker. Wetenschappelijk onderzoek (in oktober 2022 laatst beoordeeld) toont aan dat:
- het gebruik van vapes schadelijk is voor kinderen, tieners en jonge volwassenen
- de meeste vapes het zeer verslavende nicotine bevatten, wat de hersenontwikkeling van adolescenten kan schaden tot ongeveer het 25e levensjaar; overigens is nicotine schadelijk voor alle leeftijdsgroepen omdat het een psychoactieve stof is die onder andere hoge bloeddruk veroorzaakt, en beschadiging en vernauwing van de bloedvaten
- vapes naast nicotine nog vele andere schadelijke stoffen bevatten
- jongeren die vapen, in de toekomst waarschijnlijk vaker "gewone" sigaretten zullen gaan roken.[3]
- e-sigaretten ook verantwoordelijk zijn voor de relatief nieuwe aandoening EVALI (‘E-cigarette or Vaping use-Associated Lung Injury’), waarbij onder andere sprake is van (sub)acute longschade[9]

In 2023 waarschuwt de American Heart Association dat vapen net zo slecht voor het hart en de longen zou kunnen zijn als het roken van "gewone" sigaretten. Ook blijkt dan uit onderzoek dat vapen het aantal zaadcellen van mannen kan verlagen en hun testikels kan verkleinen.
In april 2024 wordt duidelijk dat in veel vapes meer nicotine zit dan in een heel pakje sigaretten, nicotine giftig en verslavend is, en dat het de ontwikkeling van de hersenen onherstelbaar verstoort. Verder blijkt dat nicotine het risico op verschillende psychische problemen verhoogt. Ook blijkt dat vapende jongeren drie tot 28 keer zo snel sigaretten gaan roken. Tevens blijkt dan dat de giftige metalen in vapes (zoals lood, uranium en cadmium) schade kunnen veroorzaken in de hersenen, hart en bloedvaten. Dit geldt met name voor jongeren, en niet alleen op de lange maar ook al op de korte termijn. Verder is er een verhoogd risico op cognitieve stoornissen, verschillende soorten kanker, gedragsstoornissen en complicaties van de ademhaling bij kinderen.
In mei 2024 wijst een ander onderzoek uit dat 40% van de 20 in een lab onderzochte vapes (veel) meer nicotine bevat dan wettelijk is toegestaan, sommige zelfs een hoeveelheid nicotine van 200 tot 400 sigaretten. Tevens bleek dat alle onderzochte vapes een grotere inhoud hadden dan wettelijk toegestaan is. Ook werd in ruim 30% van de onderzochte vapes het giftige en kankerverwekkende formaldehyde aangetroffen, en in verscheidene vapes ook lood, nikkel, aceton, ijzer, acroleïne, valeraldehyde en butyraldehyde (alle giftige en/of kankerverwekkende stoffen). Verder werd bekend dat jongeren na vapen op de intensive care belandden, met onder andere longbloedingen en klaplongen.
In 2025 werd bekend dat minstens vijf jongeren bijna waren overleden na gebruik van vapes.
De World Health Organization (WHO) stelt dat met ingang van juli 2013 geen rigoureuze studies zijn uitgevoerd om te bepalen of elektronische sigaretten een bruikbare methode zouden zijn om mensen te helpen stoppen met roken. Wel zijn er door de producenten gesponsorde en niet-gecontroleerde studies die een mogelijk voordeel tonen.
Volgens een onderzoek van de Portland State University worden er bij het roken met een 5-voltbatterij hoeveelheden kankerverwekkend formaldehyde afgegeven die 5 tot 15 keer hoger liggen dan bij een traditionele sigaret het geval is.  Er moet wel worden opgemerkt dat professor Peter Hajek concludeert dat de onderzoekers de vloeistof hebben oververhit. Bij normaal gebruik komt er geen formaldehyde vrij. Zijn conclusie: "Wanneer je kip laat verbranden dan is het eten van de zwart verbrande korst kankerverwekkend. Echter kun je daarmee niet stellen dat de kip kankerverwekkend is". Het gaat bij dit onderzoek dus uitsluitend over formaldehyde, en niet over andere schadelijke stoffen.

### Belgische Hoge Gezondheidsraad
Volgens een advies van de Hoge Gezondheidsraad van België uit 2013 was meer onderzoek nodig om alle effecten op de gezondheid te kennen en dan meer bepaald de aerosolvorming en de aanwezigheid van toxische stoffen in lage concentraties. Wel werd aangenomen dat de e-sigaret minder toxisch is dan normale sigaretten aangezien er geen verbrandingsproducten worden ingeademd.
In 2015 werd het advies van de raad bijgewerkt.

### Boston University School of Public Health
Onderzoek (2010) van de Boston University School of Public Health leidde tot de conclusie dat elektronische sigaretten veiliger zijn dan echte sigaretten en kunnen helpen om van het roken af te komen. Elektronische sigaretten bleken "veel veiliger" te zijn dan de traditionele tabak en hadden een niveau van toxiciteit dat vergelijkbaar is met de bestaande nicotinevervangers. Het niveau van de kankerverwekkende stoffen in elektronische sigaretten bleek tot duizend keer zo laag te zijn als in gewone sigaretten. Het rapport vermeldde ook dat genoeg bewijs was gevonden dat elektronische sigaretten mensen kunnen helpen te stoppen met roken door het simuleren van een tabakssigaret.
Naast de nadelige invloed van de e-sigaret op de gezondheid werd toen vermeld dat de risico's van het gebruik van een e-sigaret aanzienlijk minder waren dan de risico's bij het doorzetten van het rookgedrag, voor zowel de roker als zijn omgeving.

### Frans onderzoek
Frans onderzoek uit 2012 beschreef een aantal significante gezondheidsverbeteringen onder rokers die overstapten op de elektrische sigaret. Het onderzoek werd uitgevoerd door onderzoekers van Le Comité Départemental des maladies respiratoires de la Dordogne en het Centre d’examen de santé de Périgueux. Zij deden onderzoek naar de acceptatie en tolerantie van de elektrische sigaret onder rokers en de mogelijkheid om rokers voor te bereiden op een stoppoging. Bij dit onderzoek, waaraan 74 mensen deelnamen, bleek dat het gebruik van de elektronische sigaret een significante daling teweegbracht in het gebruik van "normale" sigaretten bij 72% van de rokers. De overige deelnemers hadden vermeld minder te zijn gaan roken, maar het aantal normale sigaretten is niet gehalveerd. 64 procent van de testpersonen merkten een positief effect op hun gezondheid, 15% had kleine bijwerkingen (mond, lippen of keel geïrriteerd). Na drie maanden was het hartritme van alle deelnemers gedaald, evenals het niveau van koolmonoxide. Er was een lichte gewichtstoename. De gewichtstoename bij de rokers die alleen nog dampten, was lager dan wanneer een normale stoppoging was ondernomen. Verder was de Forced Vital Capacity (FVC) verbeterd, zeker bij de personen die weinig tot geen normale sigaretten meer roken.

### Engels onderzoek
De generatie e-sigaretten in 2015 was volgens het Public Health England (PHE) 95% minder schadelijk dan tabak. Dit zou blijken uit rapportages die de onderzoekers maakten over de gezondheidseffecten van de elektronische sigaret in vergelijking met reguliere tabak. Deze rapporten werden gepubliceerd op 19 augustus 2015.
Het Royal College of Physicians, de instantie die in 1962 als eerste het verband aantoonde tussen roken en longkanker  kwam tot dezelfde conclusie als Public Health England en riep rokers op om over te stappen naar de e-sigaret.

### FDA
In de Verenigde Staten ontstond in de loop van 2019 toenemende ophef over sterfgevallen en longklachten na gebruik van deze nicotineverdamper met allerlei toevoegingen. Op 4 oktober waarschuwde de FDA expliciet voor de toevoeging van THC en voor de aanwezigheid van vitamine E acetaat in e-vloeistoffen.

## Juridische status

### België
In België valt de nicotinehoudende e-sigaret onder het Koninklijk Besluit betreffende het fabriceren en het in de handel brengen van elektronische sigaretten. Hiervoor werden nicotinehoudende e-sigaretten beschouwd als geneesmiddelen, wat een de-facto-verbod op de nicotinehoudene e-sigaret betekende. De huidige wetgeving, het KB betreffende de e-sigaret, is in grote mate de implementatie van de Europese Richtlijn 2014/40/EU over tabaks- en aanverwante producten. Een van de bijkomende maatregelen van het KB is het verbod op online verkoop van nicotinehoudende e-vloeistoffen.

### Nederland
In de Nederlandse Tabaks- en rookwarenwet en het Tabaks- en rookwarenbesluit, ook genoemd Besluit uitvoering Tabakswet, wordt onder elektronische dampwaar verstaan: elektronische sigaret, navulverpakking, elektronische sigaret zonder nicotine, navulverpakking zonder nicotine en patroon zonder nicotine, en wordt onder aanverwant product verstaan: elektronische dampwaar en voor roken bestemd kruidenproduct.
Veel bepalingen over tabaksproducten gelden inmiddels ook voor aanverwante producten zoals de e-sigaret.
Vanaf 2022 mogen er geen accessoires (in welke vorm dan ook) voor e-sigaretten meer worden verkocht.
Vanaf 1 januari 2024 is in Nederland de verkoop van e-sigaretten met smaakstoffen verboden, behalve tabakssmaak.
Op 6 november 2024 achtte de Rechtbank Den Haag het smaakverbod niet onverenigbaar met het beginsel van vrij verkeer van goederen binnen de EU, omdat de schadelijkheid van de e-sigaret en de aanzuigende werking van de zoete smaken op jongeren genoegzaam vaststaan.

#### Strijd om vrije verkoop van nicotinehoudende e-sigaret in Nederland
In een brief aan de Tweede Kamer van minister Schippers van 23 december 2011 en een officiële publicatie via de overheidspublicatiesite is er gepoogd een direct ingaand verbod in te stellen op de verkoop via winkels en online van nicotinehoudende e-sigaretten. Producent UTVG stapte naar de Haagse voorzieningenrechter en kreeg op 13 maart 2012 gelijk. Volgens de rechter was het besluit van de minister onvoldoende deugdelijk gemotiveerd. De overheid moest de invoer van en handel in nicotinehoudende e-sigaretten daarom toestaan, zonder handhavend op te treden op grond van de geneesmiddelenwet.
Het Ministerie van Volksgezondheid ging tegen deze beslissing in hoger beroep. Woordvoerster Karin IJzendoorn benadrukte dat het ministerie en de Inspectie voor de Gezondheidszorg de e-sigaret blijven beschouwen als een product dat onder de Geneesmiddelenwet valt, op grond van "de werking van dit product in het menselijk lichaam". Zij wees erop dat een vergelijkbaar product, van Nicorette, wel als geneesmiddel is geregistreerd.
Op 26 juni 2012 bevestigde het gerechtshof te 's-Gravenhage op hoofdlijnen het oordeel van de Haagse voorzieningenrechter. De Staat werd veroordeeld tot betaling van de proceskosten.
Op 3 april 2014 werd de vernieuwde Europese Tabaksproductenrichtlijn 2014/40/EU (TPD2) aangenomen. Daarin werd de elektronische sigaret voor het eerst expliciet vermeld. De richtlijn diende uiterlijk op 20 mei 2016 in de lidstaten te zijn geïmplementeerd.  Tot dat moment viel de elektronische sigaret onder de Warenwet en was daarom vrij verkrijgbaar.